# Hart 415T
L’Hart 415T è un motore endotermico alternativo a ciclo Otto sovralimentato da competizione.
È ricordato per essere stato il primo motore inglese di Formula 1 a godere della sovralimentazione con turbocompressore, ed anche il primo motore turbo di Formula 1 a quattro cilindri.
Inoltre diversamente dagli altri propulsori dell'epoca venne costruito da un piccolo artigiano, ossia Brian Hart, con pochi fondi a disposizione. Infatti tutti gli altri motori erano realizzati da grandi case automobilistiche (Alfa Romeo, Ferrari, Ford-Cosworth, Honda, Porsche e Renault).

## Contesto
All'inizio degli anni '80 gli ingegneri iniziarono ad esplorare il campo della sovralimentazione, perché il regolamento consentiva l'utilizzo di motori aspirati da 3000 cc o sovralimentati da 1500 cc. Questi ultimi si rivelarono via via più potenti e sull'impulso dei risultati crescenti della Renault (che nel '77 esordì con tali motori), i team si convertivano pian piano a questa tecnologia.

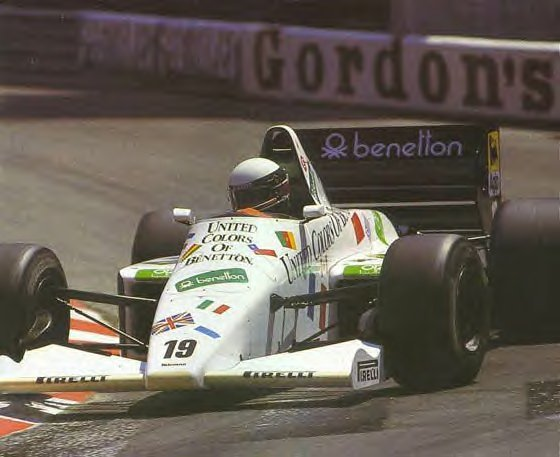
Teo Fabi alla guida della TG185, con cui conquistò l'unica pole position del motore 415T al Gran Premio di Germania 1985.

La Toleman all'epoca era un piccolo costruttore con all'attivo la vittoria del Campionato europeo di Formula 2 1980 ed intendeva fare il suo esordio in Formula 1 per la stagione 1981.
La scuderia inglese aveva intenzione di partire subito con un motore turbo, ed inizialmente stava valutando una fornitura da parte della Lancia, la quale adoperava motori turbo 4 cilindri in linea da 1400 cc sulle proprie vetture di Gruppo 5.
Tuttavia il dominio della Toleman in Formula 2 dipese in gran parte dai motori 420R forniti dalla Hart, i quali erano anch'essi dei quattro cilindri in linea. I vertici della Toleman considerarono che dato l'affiatamento col costruttore inglese era preferibile rivolgersi allo stesso anziché ad un fornitore esterno. Inizialmente Brian Hart era riluttante, in quanto dichiarò di non sapere nulla sulla sovralimentazione e i sistemi di intercooling, ma alla fine accettò la sfida e costruì da zero un nuovo motore turbo per la Formula 1.

## Progetto
Il motore è passato principalmente attraverso tre step evolutivi, tesi ad eliminarne i principali difetti, in particolar modo per quanto concerne l'affidabilità, e a implementarne le prestazioni. In principio il suo tallone d'Achille era la tenuta tra monoblocco e testata. Il problema venne risolto realizzando un blocco unico tra i due.
Successivamente si lavorò sull'affidabilità del turbocompressore. Dopo diverse rotture sia con le forniture KKK che Garrett, Hart si rivolse alla Holset, un'azienda inglese del gruppo Cummins che realizzava le turbine per i camion Iveco. La sostituzione effettuata si dimostrò risolutiva, con un contestuale miglioramento dell'affidabilità.
L'ultima evoluzione riguardò l'adozione di un sistema di alimentazione a gestione elettronico anziché meccanico. Per lo sviluppo di questo progetto venne coinvolta la Magneti Marelli, che sostituì la Lucas, che si era occupata dell'alimentazione meccanica. L'ultima evoluzione, terminata l'esperienza in Formula 1, fu una versione per vetture sport Gruppo C, con cilindrata elevata a 1,8 litri e con due turbine.